# Hudson (Míchigan)
Hudson es una ciudad ubicada en el condado de Lenawee, Míchigan, Estados Unidos. Según el censo de 2020, tiene una población de 2415 habitantes.

## Geografía
La localidad está ubicada en las coordenadas 41°51′23″N 84°20′45″O / 41.85639, -84.34583. Según la Oficina del Censo de los Estados Unidos, Hudson tiene una superficie total de 5.69 km², de la cual 5.68 km² corresponden a tierra firme y 0.01 km² son agua.

## Demografía
Según el censo de 2020, hay 2415 personas residiendo en Hudson. La densidad de población es de 425.18 hab./km². El 91.26% de los habitantes son blancos, el 0.91% son afroamericanos, el 0.25% son amerindios, el 0.37% son asiáticos, el 0.87% son de otras razas y el 6.34% son de una mezcla de razas. Del total de la población, el 6.13% son hispanos o latinos de cualquier raza.